# Herminafried
Herminafried (auch Hermenefred, Erminafried, Irminfried; * vor 485; † vor 534 in Tolbiacum (heute: Zülpich)) war ein Sohn des thüringischen Königs Bisinus und übernahm um 510 die Herrschaft von seinem Vater. Zwischen 506 und 510 heiratete er Amalaberga, eine Nichte des Ostgotenkönigs Theoderich, der damit sein antifränkisches Bündnissystem in den mitteldeutschen Raum ausweitete. Im gleichen Zeitraum wurde in einem Schreiben Theoderichs an Herminafrid erstmals das Thüringer Königreich erwähnt.
Aus der Ehe gingen zwei oder mehrere Kinder hervor: der Sohn Amalafrid und eine Tochter, die mit Audoin, dem Herzog/König der Langobarden, verheiratet war. Ob Herminafried getauft war, lässt sich nicht bestimmen. Seine Frau war auf jeden Fall Arianerin. Ausgrabungsergebnisse legen jedoch nahe, dass zumindest Teile des thüringischen Adels das Christentum (nizänisch oder arianisch) annahmen.

## Regierungszeit
Nach der Herrschaftsübernahme kam es wohl zu einer Reichsteilung, da Herminafrieds Brüder Baderich und Berthachar gleichfalls als Könige erwähnt werden. Wie das Verhältnis der drei Könige untereinander war, lässt sich nicht herausfinden. Zumindest scheint Herminafried eine Vorrangstellung eingenommen zu haben. Die fränkischen Quellen (Gregor von Tours: Historiarum libri decem und Venantius Fortunatus: Vita Radegundis) sind in dieser Hinsicht indifferent. Die negative Darstellung des Herminafried bei Gregor ist möglicherweise mit der Feindschaft der Franken zu den Thüringern und mit Gregors Absicht, die fränkische Eroberung des Thüringerreiches zu rechtfertigen, zu erklären.
Nach der Herrschaftskonsolidierung Herminafrieds band Theoderich Thüringen wahrscheinlich um 507 in seine antifränkische Koalition ein, die durch die Heirat mit Amalaberga gefestigt wurde und bis zum Tod Theoderichs im Jahre 526 das Land vor fränkischen Übergriffen bewahrte. Vermutlich um 529 wurde wahrscheinlich ein erster Invasionsversuch der Merowinger zurückgeschlagen. Jedoch war die fränkische Invasion 531, nach einer vernichtenden Niederlage des thüringischen Heeres an der Unstrut, erfolgreich, und hatte den Sturz Herminafrieds zumindest in seinen Kerngebieten zur Folge. Bis 534 konnte er sich anscheinend noch in einem abgelegenen östlichen Teilgebiet behaupten. Nach 531 und vor 534 wurde er unter einem Vorwand zu Verhandlungen mit dem Merowinger Theuderich I. nach Zülpich gelockt und dort von den Festungsmauern gestürzt. Gregor von Tours sagt lapidar dazu: a nesquio quo (man weiß nicht von wem), deutet aber an, dass Theuderich hinter der Tat gesteckt haben dürfte.
Herminafried ist unter dem Namen Irminfried eine der Hauptgestalten des sogenannten Iringliedes. Anscheinend gab es beim Untergang des Thüringerreiches auch Verrat, wie diese Sage es impliziert. Die durch die Sage hervorgerufene Vermutung, dass Burgscheidungen der Königssitz Herminafrieds gewesen sei, konnte durch Ausgrabungen bisher nicht bestätigt werden.
Herbsleben wird wegen seiner zentralen Lage im Thüringer Becken vom Liedermacher und Autor Reinhold Andert als Königssitz des Herminafried gesehen, der Personenname in dem Ortsnamen "Herifridesleiben, "Herfridesleba" ist jedoch Herfried und nicht Herminafried.